# Albizia calcarea
Albizia calcarea är en ärtväxtart som beskrevs av Yun Huei Huang. Albizia calcarea ingår i släktet Albizia och familjen ärtväxter. Inga underarter finns listade i Catalogue of Life.